# فان إيرل رايت
فـان إيرل رايت (بالإنجليزية: Van Earl Wright)‏ هو مقدم برامج إذاعية أمريكي، ولد في 27 يناير 1962 في أتلانتا في الولايات المتحدة.